# Zoolog

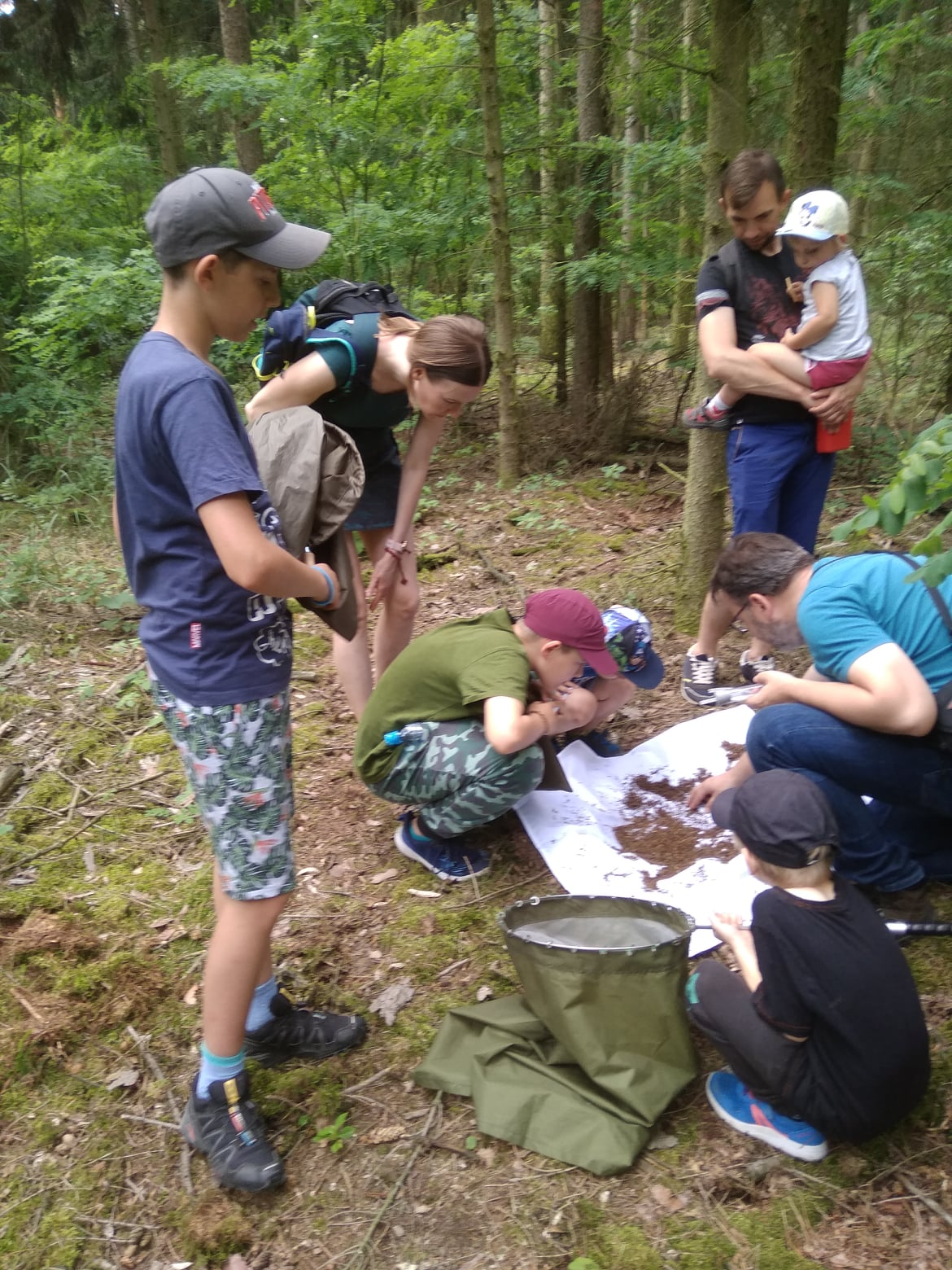
Wycieczka przyrodnicza w okolicach Rogalina z entomologiem, prof. Pawłem Sienkiewiczem, który na jej podstawie opracował broszurę edukacyjną o znaczeniu owadów, martwego drewna i bioróżnorodności

Zoolog – naukowiec zajmujący się badaniami zwierząt, biolog specjalizujący się w badaniach zoologicznych. W potocznym rozumieniu zoolog to często osoba interesująca się zwierzętami (hobbysta). Zoolog amator nie musi oznaczać dyletanta, oznacza jedynie, że badania zoologiczne nie stanowią źródła utrzymania, nie są zawodem.